# Herbert von Reyl-Hanisch

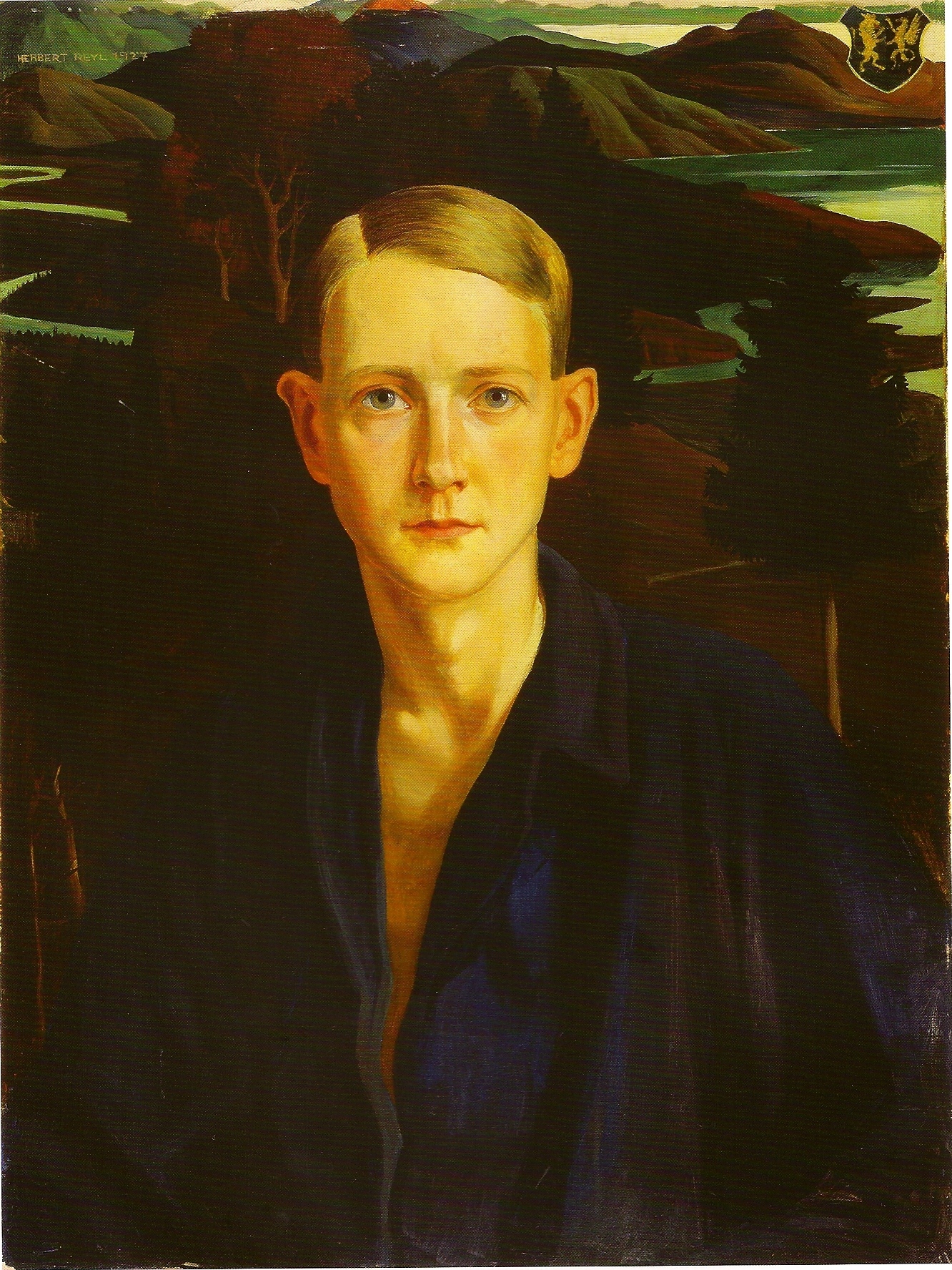
Självporträtt i blå jacka, 1927

Herbert von Reyl-Hanisch von Greifenthal, född 28 april 1898 i Wien, död 11 juni 1937, var en österrikisk målare.

## Liv och gärning
Herbert von Reyl-Hanisch studerade 1917 vid Akademie der bildenden Künste Wien och 1919–1920 vid Wiens Kunstgewerbeschule. Han gjorde studieresor till Italien 1923, 1929, 1930 och 1933 och till Storbritannien och Nederländerna 1935. År 1928 lärde han känna målarkollegan Franz Sedlacek. Från 1934 bodde han i Bregenz där han också avled. Reyl-Hanisch målade främst landskap men även porträtt. Han använde släta färgytor och stram bildkomposition för att åstadkomma stämningsfulla bilder, med tekniker från Wiensecessionens målare och gamla mästare.

## Bildgalleri

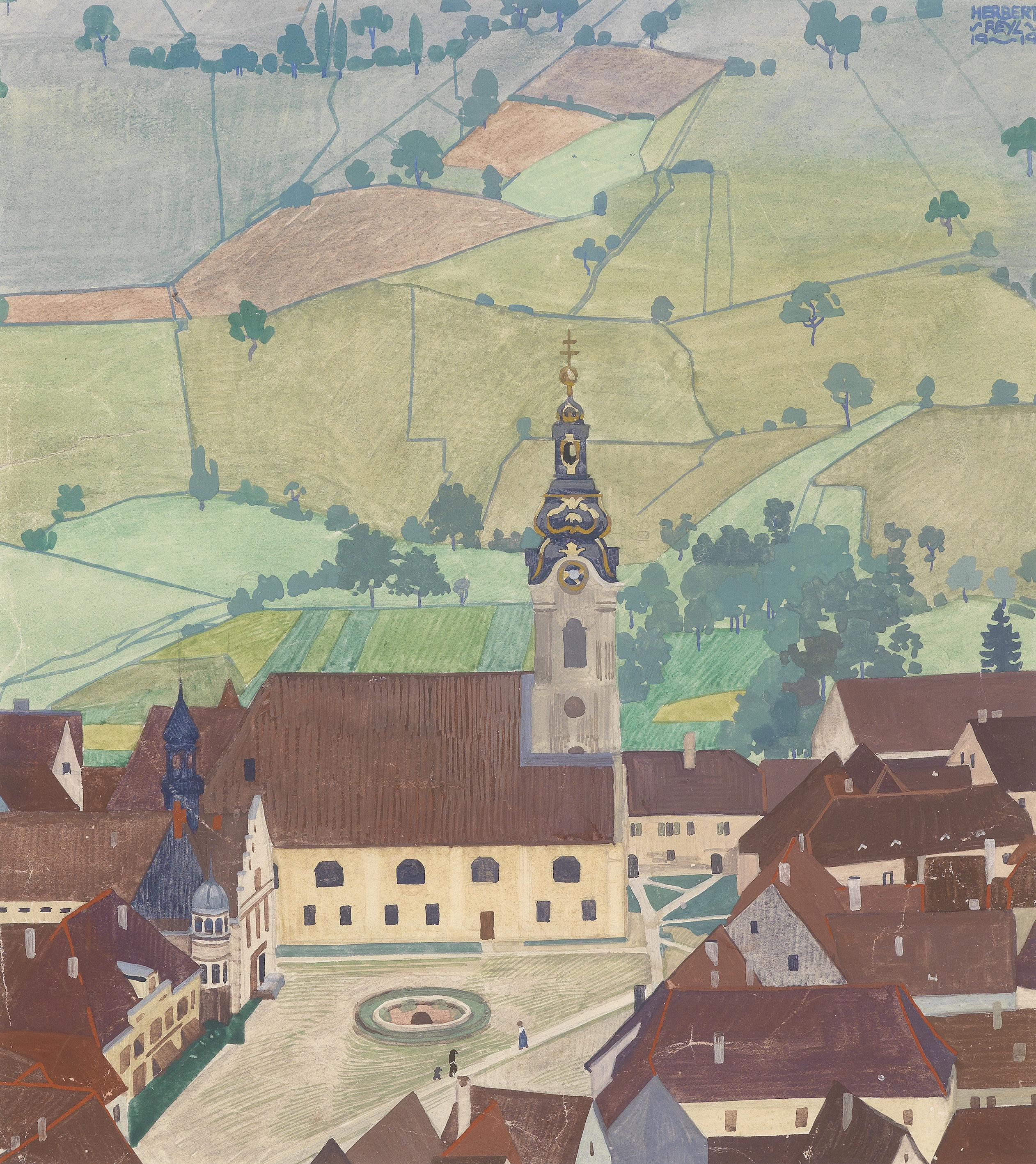
Kirchenplatz und Felder, 1919
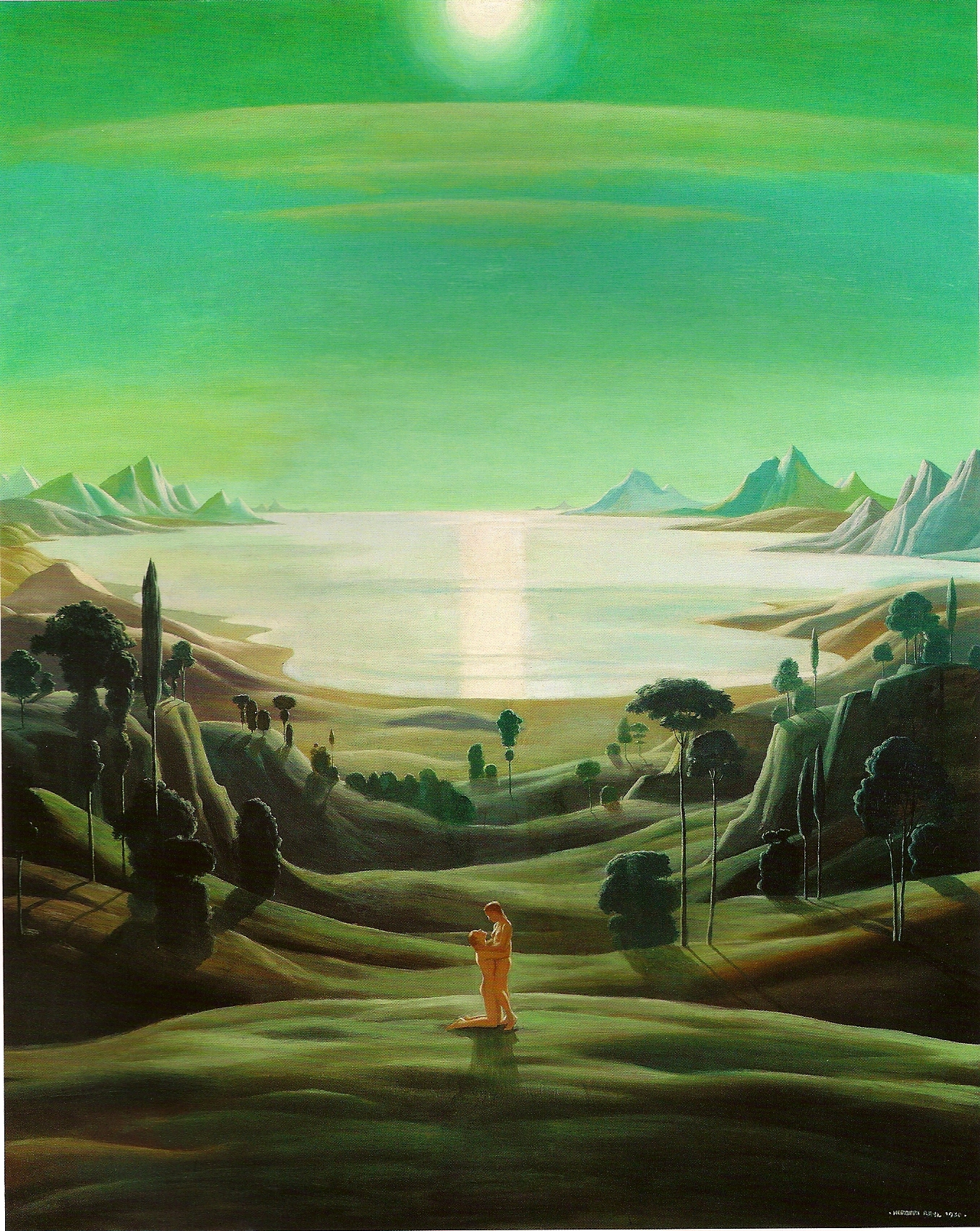
Menschwerdung, 1930
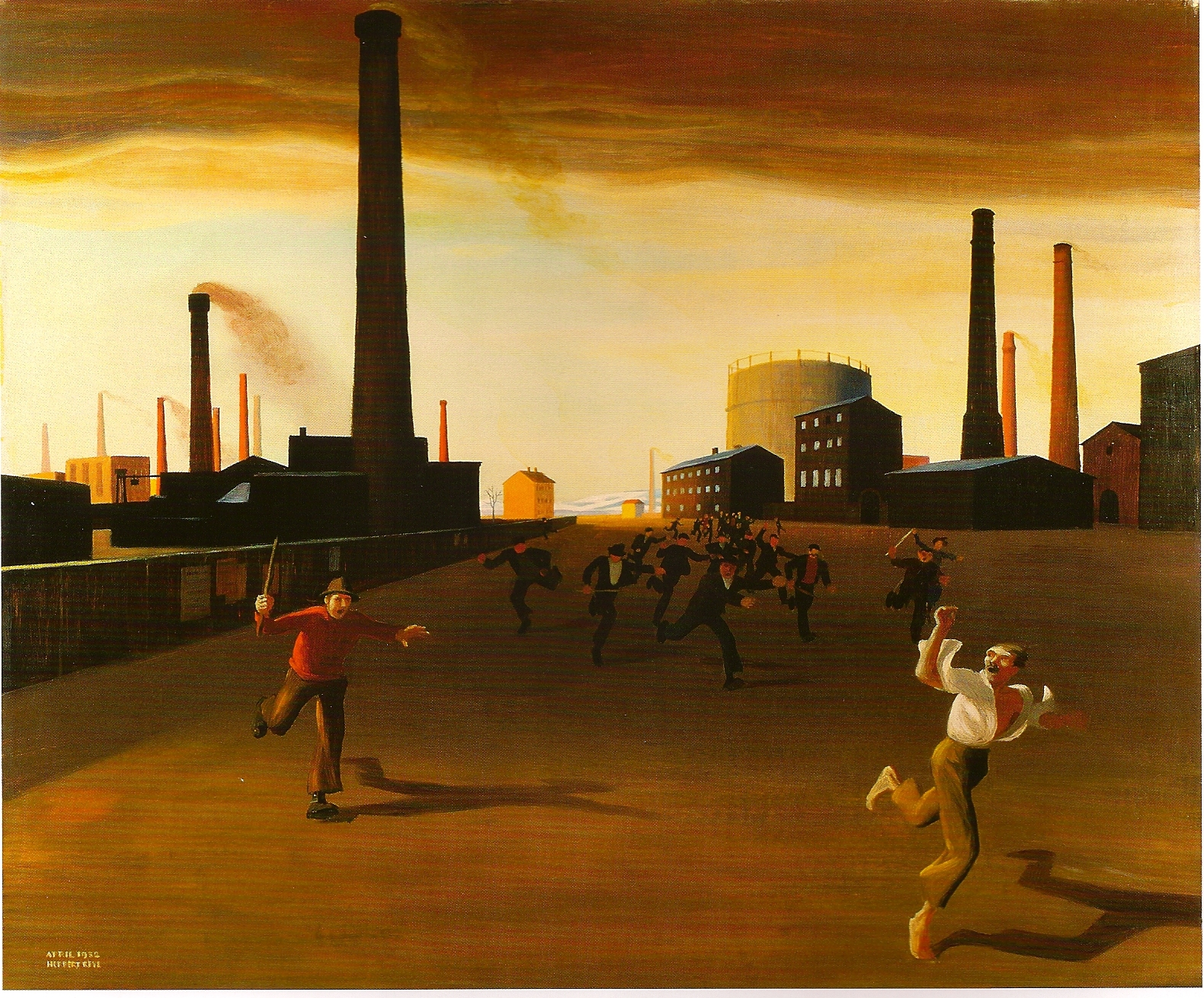
Die Verfolgung, 1932
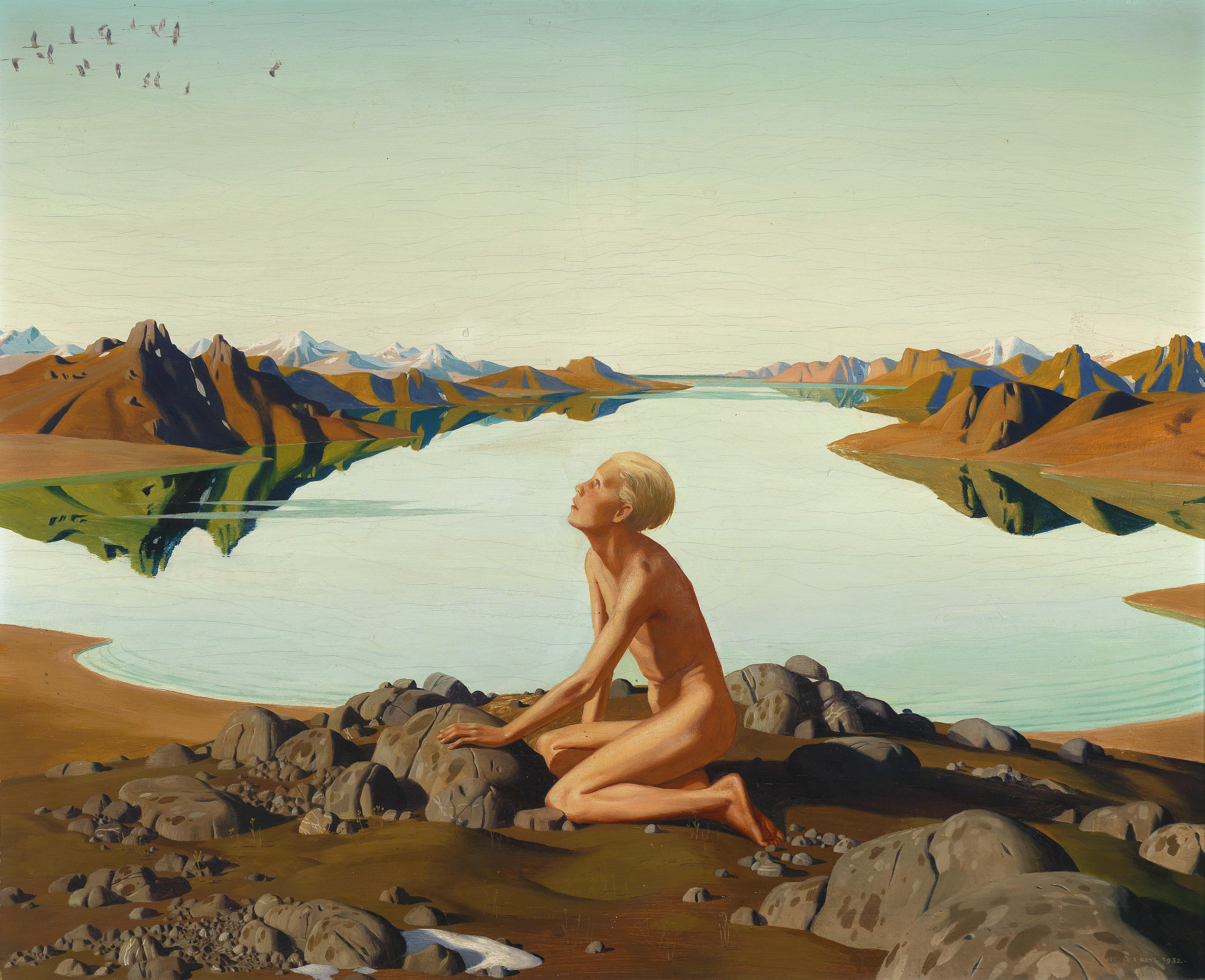
Der Vogelflug (Knabe an einem Bergsee), 1932